# روجر نيلسون
روجر نيلسون (بالإنجليزية: Roger Nelson)‏ هو قاضي ومحامي وسياسي أمريكي، ولد في 1759 في الولايات المتحدة، وتوفي بنفس المكان في 7 يونيو 1815. انتخب عضو مجلس النواب لولاية ماريلند وانتخب عضو مجلس النواب الأمريكي.